# Hrid (Molat)
Hrid je nenaseljeni otočić koji zatvara malu uvalu uz zapadnu obalu otoka Molata. Od obale Molata je udaljen oko 50 metara.
Površina otoka je 2.662 m2.